# Troilus de Mesgouez
Pour les articles homonymes, voir Troïlus (homonymie) et Mesgouez.
Troillus des Mesgoüets ou Troilus de La Roche de Mesgouez, né au manoir de Mesgouez en Ploumoguer, fils de Guillaume de Mesgouez et de Françoise Campir, baptisé le 30 juin 1536 à Landerneau, paroisse Saint-Thomas, décédé en 1606, était un gentilhomme de Bretagne. Page à la cour de Catherine de Médicis, il est nommé en 1567 gouverneur de Saint-Lô et Carentan, puis l'année suivante gouverneur de Morlaix. En 1576, le roi Henri III crée en sa faveur le marquisat de La Roche en Saint-Thois dans l'actuel Finistère. Puis, par deux commissions de 1577 et 1578, le roi Henri III le nomme vice-roi des Terres-Neuves, c'est-à-dire de la Nouvelle-France, avec pouvoir de gouverner celle-ci.

## Biographie
Troilus de Mesgouez est page à la cour d'Henri II et devient un protégé de Catherine de Médicis ; il est promu chevalier, puis capitaine de Morlaix en 1565 ; il devient aussi conseiller au Conseil privé du Roi. En 1576 il siège aux États généraux de Blois et, cette même année, sa terre de Coat-ar-Moal est érigée en marquisat.
En 1578, lors de sa première tentative de se rendre en Amérique, son navire est capturé par les Anglais. En 1579, il devient gouverneur de Saint-Lô et de Carentan. En 1583, il effectue avec succès un voyage de traite. En 1584, en société avec des armateurs de Saint-Malo et de Saint-Jean-de-Luz, il organise une expédition pour établir une colonie. Il s'embarque avec quelque 300 colons, mais son plus grand navire fait naufrage sur les côtes de France et il doit renoncer à ses plans.
Par la suite, alors qu'il s'est converti au protestantisme, les guerres de religion l'empêchent momentanément d'entreprendre d'autres expéditions. En 1585 il devient gouverneur de Morlaix, charge qu'il échange en 1589 contre celle de gouverneur du château de Fougères ; il est capturé à Sablé en 1589 par des Ligueurs, des hommes du duc de Mercœur, lequel le garde prisonnier pendant sept ans au château de Nantes. Il est libéré contre rançon en 1596.
En 1596, il échoue dans sa tentative de prendre Ouessant et décide de se relancer dans des projets coloniaux. En 1597, il confie au capitaine Chefdhostel une mission de reconnaissance en Amérique et, à la suite du rapport de celui-ci, décide qu'il installera une colonie sur l'Île de Sable, isolée dans l'océan Atlantique, au large de l'actuelle Nouvelle-Écosse.  
Le 12 janvier 1598, il obtient d'Henri IV des lettres patentes le nommant lieutenant général des pays de « Canada, Hochelaga, Terre-Neuve, Labrador, Rivière de la Grande Baye de Norembègue et terres adjacentes » et y jouit du monopole du commerce des fourrures. 

« Henry, par la grâce de Dieu roi de France et de Navarre, à tous ceux qui ces présentes lettres verront, salut…
Savoir faisons que pour la bonne et entière confiance que nous avons de la personne de notre amé et féal Troillus des Mesgoüets (…) le sieur de la Roche, (…) et de ses louables vertus, qualités et mérites, aussi de l'entière affection qu'il a au bien de notre service et avancement de nos affaires : icelui, pour ces causes et autres à ce nous mouvant, nous avons, conformément à la volonté du feu roi dernier décédé, notre très honoré sieur et frère, qui jà avait fait élection de sa personne pour l'exécution de ladite entreprise, icelui fait, faisons, créons ordonnons et établissons par ces présentes signées de notre main, notre lieutenant-général ès dits pays de Canada, Hochelaga, Terre-Neuve, Labrador, rivière de la Grande Baye de Norembègue et terres adjacentes des dites provinces et rivières, lesquels étant de grande longueur et étendue de pays, sans icelles être habitées par sujet de nul prince chrétien (…) »

Cette commission lui accordait aussi le pouvoir de concéder des terres.  Toutefois, il ne semble pas qu'il ait fait usage de ce pouvoir de concession.
En 1598, il embarque une quarantaine de colons, des détenus dont il achète la liberté et d'autres « choisis parmi un groupe de gueux et de mendiants » de la région de Rouen, sur deux navires, la Catherine du capitaine Chefdostel et la Françoise du capitaine Jehan Girot, et il les installe à l'Île de Sable (un croissant desséché de dunes et d'herbe, de 30 km de long sur 2 km de large, situé au sud-ouest de Terre-Neuve), qu'il baptise Isle de Bourbon et où il fait construire des habitations et un magasin. Puis il laisse le poste sous les ordres du commandant Querbonyer et accompagne les navires aux pêcheries de Terre-Neuve. En septembre, sur le chemin du retour, une violente tempête empêche les navires de faire escale à l'île Bourbon et les rabat sur les côtes de France. Troilus de Mesgouez se livre pendant plusieurs années au commerce des fourrures et de l'huile de phoque. L'île reçoit des ravitaillements de 1599 à 1601, mais pas en 1602.  Les colons, au nombre d'une soixantaine, se révoltent et tuent les deux dirigeants, Querbonyer et le capitaine Coussez. En 1603, Chefdhostel revient sur l'île et ne trouve que 11 survivants, qu'il rapatrie en France,. 
Troilus de Mesgouez échoua à lancer de nouveaux projets, n'ayant plus la confiance du roi.
Entre 1570 et 1606, Troilus de Mesgouez, marquis de La Roche et son frère René, seigneur de Kermoalec, disposent des revenus de l'abbaye Saint-Guénolé de Landévennec en toute légalité grâce au régime de la commende selon Dom Noël Mars, auteur de l"Histoire de l'abbaye royale Saint-Guénolé de Landévennec", publiée en 1648.
Le 14 juillet 1603, Vincent Le Grand, juge à Carhaix, recueille le témoignage des moines de Landévennec sur les abus commis par les frères Mesgouez :

« [René et Troïlus de Mesgouez] ont dénié et ôté [aux moines] une grande partie des commodités qui leur sont nécessaires pour vivre  [ils sont] réduits à telle extrémité que si bientôt [des ressources ne leur sont pas allouées] ils seront contraints de quitter l'abbaye et leur profession pour trouver d'autres moyens par lesquels s'entretenir. Ils nous ont encore remontré que l'avarice desdits seigneurs de Kermoalec et marquis de la Roche les aurait tant transporté qu'ils auraient pris la vaisselle d'argent dédiée pour servir l'église, [ainsi que] crosse, calices, patènes, plats, chandeliers et autres, et en auraient fait de la vaisselle de cuisine pour leur usage particulier, [avec l'intention de] les lisser comme leur propre à leurs héritiers. Ils auraient pris et fait rendre et fondre en leur manoir de Trévalet [ou Trévallon], pour en faire servir de canons, deux des plus grosses cloches de ladite abbaye. (...) Pareillement, ils auraient laissé se gâter et se perdre les chapes, chasubles, tuniques et diverses étoffes, les unes de soie, les autres d'or et d'argent et même toute la lingerie de l'église. (...) »

Troilus de Mesgouez s'était marié avec Claude du Juch, et habitait alors le château de Liscuit en Laniscat, puis après la mort de cette dernière, il se remarie avec Marguerite de Tournemine.
Troilus de Mesgouez, marquis de La Roche, meurt, ruiné, en 1606 sans enfants. Sa principale héritière fut sa nièce Anne de Coatanezré, épouse de Charles de Kernezné, dont la descendance releva le titre de marquis.

## Héritage
Le canton canadien de La Roche situé dans la région du Bas-Saint-Laurent au Québec est nommé en son honneur.